# Speranza M11
Der Speranza M11 ist ein PKW-Modell der ägyptischen Automarke Speranza und wurde in Lizenz des Chery A3 produziert. Der Speranza M12 ist die Version mit Schrägheck.
Beide Modelle werden seit Oktober 2009 hergestellt und sind in der Mittelklasse angesiedelt. Der M11 ist die Stufenheckversion, der M12 stellt den Schrägheck, bzw. Kleinwagen. 
ABS, EBD, Zentralverriegelung mit Fernbedienung, Klimaautomatik mit Partikelfilter, elektronische Fensterheber vorne und hinten, elektronisch einstellbare Außenrückspiegel, beheizbare Heckscheibe, Nebelleuchten, Becherhalter, Seitenaufprallschutz und Diebstahlwarnanlage gehören zur Serienausstattung. Airbags, Sonnendach und eine Lederausstattung gibt es bei beiden nicht. 
Als Motorisierung dienen dem M11 und M12 neu entwickelte Vierzylinder-ACTECO-Ottomotoren mit einer Leistung von 86 kW (16-Ventiler DOHC). Der Hubraum beträgt 1597 cm³. Die Höchstgeschwindigkeit beträgt bei beiden Modellen 180 km/h. Sie sind derzeit damit die schnellsten Fahrzeuge aus dem Hause Speranza.
Das Leergewicht beträgt beim M11 zwischen 1395 kg und 1770 kg und beim M12 zwischen 1385 und 1785 kg.